# Surhów-Kolonia
Surhów-Kolonia – kolonia w Polsce położona w województwie lubelskim, w powiecie krasnostawskim, w gminie Kraśniczyn. Obok miejscowości przepływa Wojsławka, niewielka rzeka dorzecza Wieprza. 
W latach 1975–1998 miejscowość administracyjnie należała do województwa chełmskiego.
Wieś stanowi sołectwo gminy Kraśniczyn. Według Narodowego Spisu Powszechnego (III 2011 r.) wieś liczyła 271 mieszkańców.
Wierni Kościoła rzymskokatolickiego należą do parafii Nawiedzenia Najświętszej Maryi Panny i św. Łukasza w Surhowie.

## Szlaki turystyczne
Przez miejscowość przechodzi szlak turystyczny:  Szlak Ariański